# 스튜디오 치즈
스튜디오 치즈(일본어: スタジオ地図)는 일본의 애니메이션 제작사이다. 2011년 4월 호소다 마모루와 사이토 유이치로가 설립하였다.

## 작품 목록
- 《늑대 아이》 (2012)
- 《괴물의 아이》 (2015)
- 《미래의 미라이》 (2018)
- 《용과 주근깨 공주》 (2021)